# ジャック・デ・ボー

ジャック・デ・ボーの紋章

ジャック・デ・ボー（仏:Jacques des Baux, ? - 1383年7月7日）は、ナポリ王国のフランス系貴族。ターラント公（在位：1374年 - 1381年）およびアカイア公（在位：1381年 - 1383年）、そして名目上のラテン帝国皇帝（在位：1374年 - 1383年）を称した最後の人物である。南仏プロヴァンス地方の領主ボー家の末裔だが、ナポリ王国に移住した系統に属するため、イタリア語名でジャコモ・デル・バルツォ（伊:Giacomo Del Balzo）とも呼ばれる。

## 生涯
アンドリア公フランチェスコ1世・デル・バルツォと、その2番目の妻でターラント公フィリッポ1世の娘であるマルゲリータ（1380年没）の間の長男として生まれた。ジャックの先祖は1266年、曾祖父の代に主君のプロヴァンス伯シャルル・ダンジューに従ってナポリに移住し、現地の貴族層に同化した。王室とは近しい関係にあるとはいえ、ジョヴァンナ1世女王の混乱した治世において地位は安泰とは言えず、1374年には父フランチェスコが女王の勘気を蒙って国外追放されている。
ジャックは母親を通じてアンジュー王家の血統に連なっており、1374年に叔父のターラント公フィリッポ2世が死ぬと、ターラント公領および名目上のラテン帝国皇帝の座を継承した。アカイア公領はジョヴァンナ1世女王が相続したが、ジャックはこれを了承せず、女王に対して公領の明け渡しを要求した。この係争のためにジャックは1380年に雇ったナバラ傭兵団を差し向け、アテネ公国などペロポネソス半島の諸地方を荒廃させた。ジャックはジョヴァンナ1世暗殺と前後してアカイア公国の貴族層の支持を受けて公位に就くが、公位の正統性をめぐってナポリの新王カルロ3世およびジョヴァンナ1世の最後の夫オットー公と争わねばならなかった。
ジャックはアカイアを獲得後まもなく亡くなり、ターラント大聖堂に葬られた。1382年にドゥラッツォ公カルロの娘で又従姉にあたるアニェーゼ（1345年 - 1388年）と結婚したが、間に子供は無かった。同腹の妹アントーニアはシチリア王フェデリーコ3世の2番目の王妃となったが、やはり子供の無いまま死去していた。
ジャックは死に際してフランス王シャルル5世の弟ルイ・ダンジューを後継者に指名したが、血統上の裏付けのないルイの相続権の正統性は多方面から疑問視された。その結果、アカイア公領はナバラ傭兵団の占領支配下に置かれ、ターラント公領は親戚筋のライモンド・オルシーニ（オルシーニ家出身）が相続を請求した。実体のないラテン皇帝の称号のみがアンジュー公爵家に残されたが、アンジュー家の人々は誰も名目的な称号を名乗ろうとはしなかったので、ラテン皇帝の称号はジャックの死とともに消滅した。